# Monhystrium transitans
Monhystrium transitans är en rundmaskart som beskrevs av Nathan Augustus Cobb 1920. Monhystrium transitans ingår i släktet Monhystrium och familjen Monhysteridae. Inga underarter finns listade i Catalogue of Life.